# Aeroportul Marble Canyon
Aeroportul Marble Canyon (IATA: MYH, FAA LID: L41) este un aeroport din Comitatul Coconino, Arizona, Arizona, Statele Unite ale Americii ce deservește zona Marble Canyon⁠(d). Aeroportul a fost tranzitat în 2019 de 154 de pasageri. A fost numit după zona deservită.
Situat la o altitudine de 1.098 m, aeroportul dispune de 1 pistă.

## Infrastructură

### Piste
Aeroportul dispune de o singură pistă. Pista 03/21 are suprafața de asfalt și dimensiunile 3.715 picioare × 35 picioare. 